# بوني كابور
بوني كابور (ولد في 22 أبريل 1955) هو منتج سينمائي هندي. عرف بإنتاجه لفيلم ممنوع الدخول وسنجتمع سنلتقي.
بدأ بوني كابور حياته المهنية في العمل تحت أساطير مثل شاكتي سامانتا، وكان أول عمل في مسيرته سنة 1980، من خلال فيلم (بالإنجليزية: Hum Paanch)‏. فيلمه الأكثر شهرة حتى الآن كان فيلم الخيال العلمي مستر إنديا في عام 1987، من إخراج شيكار كابور وبطولة أنيل كابور وسريديفي ومازال الفيلم يعتبر أحد كلاسيكيات السينما الهندية.